# Ben Sahar
Ben Sahar (hebreo: בן שהר) (Jolón, Israel, 10 de agosto de 1989) es un futbolista polaco-israelí. Juega como delantero y su equipo es el Hapoel Tel Aviv F. C. de la Liga Leumit.

## Trayectoria
Sahar está considerado como uno de los mayores talentos futbolísticos de Israel, donde es conocido como "Ha'Yeled" o "The Kid" debido a su corta edad. Llamó la atención de los ojeadores del Chelsea FC en un encuentro sub-16 que enfrentaba a Israel contra Irlanda. Desde entonces fue un fijo en las inferiores de la selección hasta debutar con la selección con tan solo 17 años de edad. Antes de fichar por el Chelsea, Sahar jugó en el Hapoel Tel Aviv donde tardó algo más de lo previsto en debutar con el primer equipo dado que su transfer tardó en llegar. Fue el exjugador (participante en el Mundial de 1970 con Israel) y ahora entrenador Itzhak Shum quien le dio la oportunidad al joven Sahar.
Fichó por el Chelsea F. C. londinense en mayo de 2006 procedente del Hapoel Tel Aviv FC por £320,000, pasando previamente dos meses de prueba en Stamford Bridge.
José Mourinho lo convocó por primera vez un 6 de enero de 2007, en un encuentro de la FA Cup frente al Macclesfield Town, debutó en ese mismo partido sustituyendo a Salomon Kalou en el minuto 76. Una semana después, el 13 de enero, debutó en Premier League frente al Wigan Athletic sustituyendo a Arjen Robben en el minuto 82.
En junio de 2008 fue cedido a préstamo del Chelsea FC al Portsmouth FC, donde estuvo solo un semestre, hasta que el 2 de enero de 2009 es cedido al De Graafschap de Holanda. Regresó al Chelsea en junio de 2009. Sin embargo, ese mismo mes fue contratado por el RCD Espanyol de Barcelona, quien pagó al Chelsea un millón de euros. El 2 de agosto de 2009, en el partido de inauguración del nuevo Estadio Cornellá-El Prat, ante el Liverpool FC, anotó el segundo y tercer gol del encuentro, estrenándose así en su nuevo equipo.
En junio de 2010, el RCD Espanyol cede al jugador durante una temporada al Hapoel Tel Aviv F. C., con éstos números (34 partidos y 16 goles en el Campeonato de Israel).
En julio de 2011, llegan a un acuerdo entre RCD Espanyol y el AJ Auxerre para la cesión al club francés, por una temporada, del atacante israelí, quien ya actuó a préstamo en la temporada 10/11 en el Happoel Tel-Aviv. Al término de la misma el RCD Espanyol decide darle la carta de libertad, y el interés del jugador por seguir jugando en España resulta atractivo para clubes como Real Zaragoza de la primera división española, o Sporting de Gijón de segunda, pero no se concreta. Finalmente, el jugador recala en las filas del Hertha BSC alemán, club que milita en la 2.Bundesliga, firmando un contrato de 2 años con la entidad capitalina.
En enero de 2014, el delantero abandona temporalmente el Hertha Berlin, donde no había disputado partido alguno esta campaña en la Bundesliga. El jugador israelí se incorpora al Arminia Bielefeld, de la 2. Bundesliga.
En julio de 2014 abandonó Alemania para incorporarse a la disciplina del Willem II.

## Selección nacional
El 7 de octubre de 2006, Ben Sahar debutó con éxito en la sub-21 en el playoff de clasificación para el Europeo de 2007. Enfrente estaba Francia, pero Israel arrancó un 1-1 siendo Sahar el autor del único y valioso tanto de los visitantes. En la vuelta vencieron por 1-0 logrando una sonada clasificación.
La evolución de Ben Sahar parecía no conocer de límites y su debut en la selección absoluta no se hizo esperar demasiado. El 7 de febrero de 2007 y a la edad de 17 años, se convirtió en el futbolista más joven en debutar con la selección nacional de Israel en un amistoso frente a Ucrania. Su debut en competición oficial fue un mes y medio después, en el encuentro de clasificación para la Eurocopa de 2008 en un trascendental encuentro ante Inglaterra, donde Israel empató a 0. Sahar salió al terreno de juego a los 69 minutos y dispuso de una buena ocasión para marcar. Los triunfos de este precoz jugador tuvieron su continuación 4 días más tarde, en el encuentro clasificatorio entre Israel y Estonia, donde Sahar se convirtió también en el jugador más joven en anotar con la selección absoluta israelí. Además lo hizo por partida doble, y ya acumula 2 goles en 3 internacionalidades. 

## Clubes
| Club                               | País         | Año       |
| ---------------------------------- | ------------ | --------- |
| Hapoel Tel Aviv F. C.              | Israel       | 2005-2006 |
| Chelsea F. C.                      | Inglaterra   | 2006-2009 |
| Queens Park Rangers F. C. (cedido) | Inglaterra   | 2007      |
| Sheffield Wednesday F. C. (cedido) | Inglaterra   | 2008      |
| Portsmouth F. C. (cedido)          | Inglaterra   | 2008      |
| De Graafschap (cedido)             | Países Bajos | 2009      |
| R. C. D. Espanyol                  | España       | 2009-2012 |
| Hapoel Tel Aviv F. C. (cedido)     | Israel       | 2010-2011 |
| A. J. Auxerre (cedido)             | Francia      | 2011-2012 |
| Hertha B. S. C.                    | Alemania     | 2012-2014 |
| Arminia Bielefeld (cedido)         | Alemania     | 2014      |
| Willem II                          | Países Bajos | 2014-2015 |
| Hapoel Be'er Sheva                 | Israel       | 2015-2021 |
| APOEL de Nicosia (cedido)          | Chipre       | 2020-2021 |
| Maccabi Haifa F. C.                | Israel       | 2021-2023 |
| Maccabi Petah-Tikvah F. C.         | Israel       | 2023-2024 |
| Hapoel Tel Aviv F. C.              | Israel       | 2024-     |

## Palmarés

### Títulos nacionales
| Título              | Club                       | País   | Año  |
| ------------------- | -------------------------- | ------ | ---- |
| Copa de Israel      | Hapoel Tel Aviv F. C.      | Israel | 2011 |
| Ligat ha'Al         | Hapoel Be'er Sheva         | Israel | 2016 |
| Supercopa de Israel | Hapoel Be'er Sheva         | Israel | 2016 |
| Copa Toto Al        | Hapoel Be'er Sheva         | Israel | 2016 |
| Ligat ha'Al         | Hapoel Be'er Sheva         | Israel | 2017 |
| Supercopa de Israel | Hapoel Be'er Sheva         | Israel | 2017 |
| Ligat ha'Al         | Hapoel Be'er Sheva         | Israel | 2018 |
| Copa de Israel      | Hapoel Be'er Sheva         | Israel | 2020 |
| Supercopa de Israel | Maccabi Haifa F. C.        | Israel | 2021 |
| Copa Toto Al        | Maccabi Haifa F. C.        | Israel | 2022 |
| Ligat ha'Al         | Maccabi Haifa F. C.        | Israel | 2022 |
| Ligat ha'Al         | Maccabi Haifa F. C.        | Israel | 2023 |
| Copa de Israel      | Maccabi Petah-Tikvah F. C. | Israel | 2024 |